# Flensburger Brauerei
Flensburger Brauerei est une brasserie située à Flensbourg depuis 1888. Elle demeure détenue par ses deux familles fondatrices, Petersen et Dethleffsen.
L'eau de brassage provient d'un puits alimenté par une artère souterraine de glace fondante de l'époque glaciaire à 240 m de profondeur, provenant de Scandinavie,,.
Selon la brasserie, la quantité de bière produite en 2023 s’élevait à environ 580 000 hectolitres après 637 000 hectolitres pour 2022. Le nombre d’employés en 2022 était de 270.
La marque de bière utilise pour ses bouteilles des bouchons en porcelaine sur un support métallique qui sont réutilisés et qui sont solidement attachés aux bouteilles (voir la photo ci-dessous). Cette méthode est depuis 1993 utilisée pour des campagnes publicitaires de la brasserie, délibérément jouant avec le paysage, la mentalité et la langue du nord de l’Allemagne, dans lesquelles, entre autres choses, le son typique lors de l’ouverture de la bouteille joue un rôle important. De bons exemples se trouvent sur Youtube.

## Gamme
Alors que la marque principale « Flensburger Pilsner » a dominé la gamme pendant de nombreuses années, la brasserie a fait des efforts croissants au cours des 20 dernières années pour établir d’autres marques et ainsi suivre la tendance de la demande sur le marché allemand de la bière.

### Bières
- Flensburger Pilsener – pils, 4,8 %
- Flensburger Gold – pils, 4,8 %
- Flensburger Dunkel – dunkel non filtrée, 4,8 %
- Flensburger Weizen – weizenbier non filtrée, 5,1 %
- Flensburger Kellerbier – kellerbier non filtrée, 4,8 %
- Flensburger Edles Helles – helles

#### Variétés saisonnières
- Flensburger Winterbock – bock brune, 7,0 %
- Flensburger Frühlingsbock – bock brune, 6,9 %

#### Sans alcool
- Flensburger Frei – helles
- Flensburger Malz – malzbier

#### Panachés
- Flensburger Radler – 2,4 %
- Flensburger Biermix "Lemongrass" – 2,4 %
- Flensburger Biermix "Orange sanguine-pamplemousse" – 2,4 %

### Autres
- Flensburger Wasser – eau minérale
- Flensburger Fassbrause – fassbrause